# ТЕС Кап-Лопез
ТЕС Кап-Лопез – теплова електростанція в Габоні, на момент спорудження друга за потужністю ТЕС країни (у випадку спорудження другої черги може обійти за цим показником станцію Аленакірі).
Споруджена біля другого за величиною міста країни Порт-Жантіль, яке розташоване на мисі Кап-Лопез. Призначена перш за все для забезпечення роботи спеціальної економічної зони Mandji Island. Станцію загальною потужністю 105 МВт запланували у складі двох черг, кожна з яких складатиметься з трьох генераторів виробництва компанії MAN типу 18V51/60DF одиничною потужністю по 17,5 МВт. Вони можуть використовувати як рідке, так і газоподібне паливо. Останнє в Габоні традиційно отримували як попутний продукт при розробці нафтових родовищ у прибережній зоні. Одночасно зі спорудженням ТЕС Кап-Лопез на шельфі відкрили ряд власне газових родовищ (Леопард-Марін, Nyonie-Deep), проте вони перш за все потребують дорозвідки.
Перша черга проекту, генпідрядником якого виступила ізраїльська компанія Telemenia, була завершена будівництвом вже у 2015 році, проте не могла розпочати роботу через відсутність газопроводу та підключення до енергомережі. Станом на 2017-й компанія MAN проводила навчання спеціалістів, які знадобляться після запуску ТЕС Кап-Лопез в експлуатацію.